# Rustad
Rustad (eller Rustadmoen) är en tätort i Nannestads kommun i Akershus fylke i sydöstra Norge. Orten ligger vid fylkesväg 1603, där denna korsar ån Rotua.